# Lougol (Niamey)
Lougol (auch: Lougole, Louguel Habba, Louguélaba) ist ein Weiler im Arrondissement Niamey V der Stadt Niamey in Niger.

## Geographie
Der Weiler befindet sich im Osten des ländlichen Gebiets von Niamey V. Zu den umliegenden Siedlungen zählen die Weiler Banzoumbou im Nordosten, Lowayé im Osten und Djolongou im Süden. Bei Lougol verläuft das 20 Kilometer lange Trockental Saga Gourma Gorou, das hinter dem Dorf Saga Gourma in den Fluss Niger mündet.

## Bevölkerung
Bei der Volkszählung 2012 hatte Lougol 1364 Einwohner, die in 78 Haushalten lebten.

## Wirtschaft und Infrastruktur
In Lougol gibt es ein einfaches Gesundheitszentrum (case de santé) und eine Grundschule.